# José Moreno Hurtado
José Moreno Hurtado, (Sevilla, 12 de abril de 1944-Sevilla, 19 de julio de 2025) conocido artísticamente como Josele, fue un artista y humorista español. Su hermano Benito Moreno Hurtado fue un destacado músico, poeta y pintor.

## Actividades
Comenzó su carrera artística en el grupo musical Los Payos. Colaboró en el programa de radio de Canal Sur El Pelotazo.
También colaboró los viernes en el programa de Canal Sur radio El público de Jesús Vigorra.